# 雙冬里
雙冬里，是臺灣南投縣草屯鎮所轄的一里，位於該鎮最東邊。

## 地理
位於草屯鎮東側，西北為平林里，西與土城里接壤，西南邊則為坪頂里。
九九峰位於該里北側。

## 交通
本里有台14縣經過，國道六號雖並未在境內設有交流道，但有國姓交流道緊鄰。